# Isländische Badmintonmeisterschaft 2015
Die Isländische Badmintonmeisterschaft 2015 fand vom 10. bis zum 12. April 2015 in der TBR-Halle in Reykjavík statt. Es war die 67. Auflage der nationalen Titelkämpfe von Island im Badminton.	

## Sieger und Platzierte
| Disziplin    | Gold                                 | Silber                                 | Bronze                                     |
| ------------ | ------------------------------------ | -------------------------------------- | ------------------------------------------ |
| Herreneinzel | Kári Gunnarsson                      | Egill Guðlaugsson                      | Atli Jóhannesson                           |
| Herreneinzel | Kári Gunnarsson                      | Egill Guðlaugsson                      | Kristófer Darri Finnsson                   |
| Dameneinzel  | Tinna Helgadóttir                    | Margrét Jóhannsdóttir                  | Sara Högnadóttir                           |
| Dameneinzel  | Tinna Helgadóttir                    | Margrét Jóhannsdóttir                  | Snjólaug Jóhannsdóttir                     |
| Herrendoppel | Atli Jóhannesson Kári Gunnarsson     | Bjarki Stefánsson Daníel Thomsen       | Egill Guðlaugsson Magnús Ingi Helgason     |
| Herrendoppel | Atli Jóhannesson Kári Gunnarsson     | Bjarki Stefánsson Daníel Thomsen       | Birkir Steinn Erlingsson Pálmi Guðfinnsson |
| Damendoppel  | Drífa Harðardóttir Tinna Helgadóttir | Elsa Nielsen Rakel Jóhannesdóttir      | Harpa Hilmisdóttir Lína Dóra Hannesdóttir  |
| Damendoppel  | Drífa Harðardóttir Tinna Helgadóttir | Elsa Nielsen Rakel Jóhannesdóttir      | Margrét Jóhannsdóttir Sara Högnadóttir     |
| Mixed        | Daníel Thomsen Margrét Jóhannsdóttir | Magnús Ingi Helgason Tinna Helgadóttir | Broddi Kristjánsson Elsa Nielsen           |
| Mixed        | Daníel Thomsen Margrét Jóhannsdóttir | Magnús Ingi Helgason Tinna Helgadóttir | Atli Jóhannesson Snjólaug Jóhannsdóttir    |